# Eschenbach in der Oberpfalz

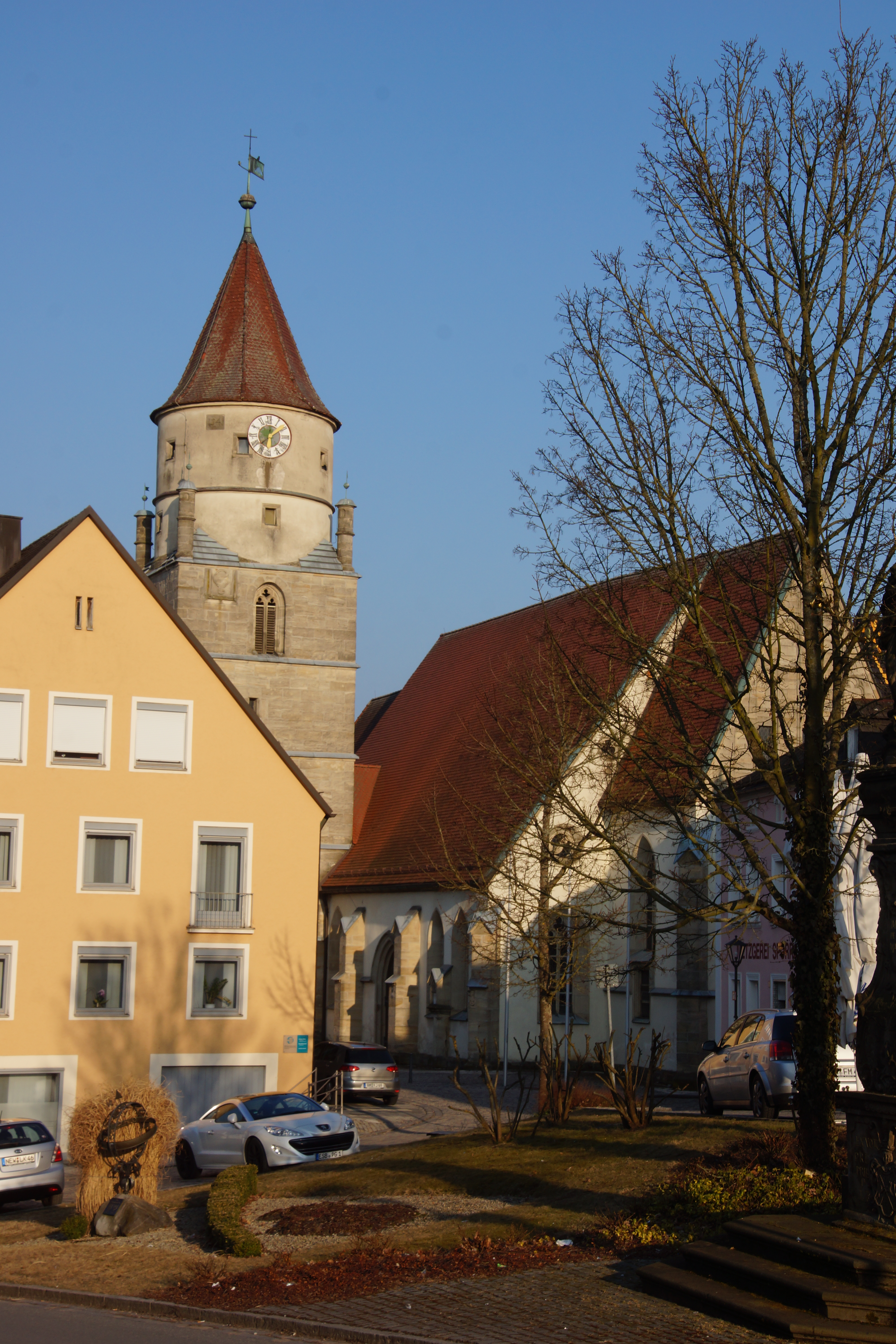
Eschenbach in der Oberpfalz

Eschenbach in der Oberpfalz (amtlich: Eschenbach i.d.OPf.) ist eine Stadt im Oberpfälzer Landkreis Neustadt an der Waldnaab und der Sitz der Verwaltungsgemeinschaft Eschenbach.

## Gemeindegliederung
Es gibt 17 Gemeindeteile (in Klammern ist der Siedlungstyp angegeben):
- Apfelbach (Siedlung)
- Breitenlohe (Weiler)
- Eschenbach i.d.OPf. (Hauptort)
- Eschenbachermühle (Einöde)
- Fledermühle (Einöde)
- Großkotzenreuth (Weiler)
- Hammermühle (Einöde)
- Hotzaberg (Weiler)
- Netzaberg (Housing Area)
- Kleinkotzenreuth (Weiler)
- Runkenreuth (Dorf)
- Schmierhütte (Einöde)
- Stegenthumbach (Weiler)
- Thomasreuth (Dorf)
- Trag (Weiler)
- Weidlberg (Einöde)
- Witzlhof (Einöde)

## Geschichte

### Bis zum 19. Jahrhundert
Um 1150 wurde Eschenbach erstmals als Markt erwähnt. Die wittelsbachische Stadtherrschaft setzte nach der Ausschaltung der Staufer am Ende des 13. Jahrhunderts ein und war im 14. Jahrhundert während der Zugehörigkeit zu Neuböhmen von 1353 bis 1400 unterbrochen. Kaiser Karl IV. verlieh Eschenbach 1358 die Stadtrechte. Im 15. Jahrhundert kam Eschenbach in pfälzischen Besitz und später zum Kurfürstentum Bayern. Die Stadt war Sitz eines Pflegamts und gehörte zum Rentamt Amberg des Kurfürstentums Bayern. Eschenbach besaß ein Stadtgericht mit magistratischen Eigenrechten.

### 20. und 21. Jahrhundert
Bis zur Kreisgebietsreform, die am 1. Juli 1972 in Kraft trat, war die Stadt der Sitz des Landkreises Eschenbach in der Oberpfalz. Einen großen Teil der Kreisfläche nahm der Truppenübungsplatz Grafenwöhr ein. Teile des Landkreises gehören heute zu Mittelfranken (Neuhaus an der Pegnitz), zum  Landkreis Nürnberger Land und, wie etwa die Stadt Auerbach, zum Landkreis Amberg-Sulzbach. Der Großteil wurde in den Landkreis Neustadt eingegliedert. Mit der Kreisreform verlor die Stadt das Landratsamt und weitere Behörden.
Am 30. Juni 2012 wurde das Krankenhaus Eschenbach der Kliniken Nordoberpfalz AG nach über 100 Jahren Tätigkeit geschlossen.

### Netzaberg
Östlich vom Stadtkern am Netzaberg entstand bis 2008 die größte US-Garnison außerhalb des festländischen US-Staatsgebiets, unter dem Namen Netzaberg Housing Area. Insgesamt wurden 830 Doppel- und Dreifachhäuser für US-Soldaten der sogenannten Strykerbrigade (benannt nach den leicht bewaffneten Stryker-Radpanzern) und deren Familien errichtet. Das Viertel bekam auch einen Kindergarten, ein Jugendzentrum, ein Sportzentrum, eine Schule und die Garnisonkirche Netzaberg-Chapel. Es war eines der größten Bauprojekte der letzten Jahrzehnte in Bayern. Insgesamt wurden 700 Millionen US-Dollar in das Bauvorhaben investiert. Die US-Armee hat die Immobilien für zehn Jahre angemietet mit einer Option, den Mietvertrag auf weitere fünf Jahre zu verlängern. Die Einwohnerzahl Eschenbachs wird sich voraussichtlich um 3.500 Soldaten (mit Familien ca. 10.500 US-Bürger) erhöhen.

### Eingemeindungen
Im Jahr 1946 wurden die Gemeinde Stegenthumbach und ein Teil der Gemeinde Thomasreuth eingegliedert. Ein Teil der Gemeinde Pichlberg wurde am 1. Juli 1972 im Zuge der Gebietsreform in Bayern eingegliedert.

### Einwohnerentwicklung
Laut dem Landesamt für Statistik wohnen in der Rußweiherstadt 4056 Menschen (Stand Juli 2019). Zwischen 1988 und 2018 wuchs die Gemeinde von 3669 auf 4056 um 387 Einwohner bzw. um 10,6 %.

## Politik

### Stadtrat
Nach der Kommunalwahl am 15. März 2020 setzt sich der Stadtrat Eschenbachs so zusammen:
|      | CSU | SPD | FW | ÜCW * | Gesamt |
| ---- | --- | --- | -- | ----- | ------ |
| 2020 | 6   | 5   | 3  | 2     | 16     |

### Bürgermeister
Erster Bürgermeister ist seit 2020 Marcus Gradl (CSU); er wurde bei der Kommunalwahl 2020 mit 56,7 % der abgegebenen Stimmen gewählt.

### Wappen
| Wappen von Eschenbach in der Oberpfalz | Blasonierung: „Geteilt und oben gespalten; vorne in Schwarz ein rot gekrönter goldener Löwe, hinten von Silber und Blau geweckt, unten in Rot ein silberner Fisch.“ |
| Wappen von Eschenbach in der Oberpfalz | Wappenbegründung: Der Fisch, eine Äsche, redet für den Ortsnamen. Der pfalzbayerische Löwe und die bayerischen Rauten verweisen auf die wittelsbachische Stadtherrschaft, die im 14. Jahrhundert während der Zugehörigkeit zu Neuböhmen von 1353 bis 1400 unterbrochen war. Kaiser Karl IV. verlieh dem Markt 1358 das Stadtrecht. Das erste bekannte Siegel, das in Abdruck von 1382 überliefert ist, zeigt deshalb auch im geteilten Schild über der Äsche den wachsenden böhmischen Löwen. Das heutige Wappen befindet sich seit Anfang des 15. Jahrhunderts auf den Siegeln und Wappendarstellungen weitgehend unverändert, lediglich der Löwe war zeitweise ungekrönt. Die Tingierung zeigte verschiedene Abweichungen; im 19. Jahrhundert war die untere Schildhälfte geteilt von Rot und Blau mit aufgelegter Äsche. |

### Städtepartnerschaften
Partnerstadt in der Schweiz ist die Gemeinde Eschenbach im Kanton Luzern seit 1989 (vor allem bekannt für das Kloster Eschenbach). Weitere Partnerschaften bestehen mit Neustadt am Kulm (vor allem bekannt für seine reiche Geschichte und den Rauhen Kulm) und Speinshart (vor allem bekannt für das Kloster Speinshart) – beide sind Teil der Verwaltungsgemeinschaft Eschenbach in der Oberpfalz.

## Kultur und Sehenswürdigkeiten

### Freizeit
Der Kleine und der Große Rußweiher bieten Freizeit- und Erholungsmöglichkeiten.

### Baudenkmäler
- Gotische Pfarrkirche St. Laurentius
- Mariensäule und historisches Rathaus
- Reste der historischen Stadtmauer
- Mariahilfbergkirche
- Friedhofkirche Mater Dolorosa

### Baumdenkmal
Das Baumdenkmal für die Deutsche Einheit am Sommerleitenweg, zwischen Eshenbachgraben und Waldjugendheim, wurde am 2. November 2015 gepflanzt.

## Wirtschaft und Infrastruktur

### Verkehr
Eschenbach liegt an der Bundesstraße 470, den Staatsstraßen 2122 und 2168 sowie der Kreisstraße NEW1.
Von 1904 bis 1962 (Personenverkehr) bzw. 1976 (Güterverkehr) war es Station der Bahnstrecke Pressath–Kirchenthumbach.

### Ansässige Unternehmen
- Curamik electronics, Hersteller keramischer Leiterplatten
- Erwin Koppe Keramische Heizgeräte GmbH
- Kerafol Keramische Folien GmbH
- Mondi GmbH, Verpackungen
- Novem Car Interior Design Metalltechnologie GmbH
- Schug Unternehmensgruppe (Apotheken, Sanitätshäuser, Medizinproduktehersteller, Dienstleistungen)

### Öffentliche Einrichtungen
- Landespolizei
- Freiwillige Feuerwehr
- Notariat
- Straßenmeisterei
- Nebenstelle der Bundesagentur für Arbeit
- Campingplatz
- Freibad (Rußweiher in Eschenbach)
- Hallenbad
- Vogelfreistätte
- Stadtbibliothek/Stadtarchiv
- Rettungsdienst (BRK)
- Wasserwacht
- Seniorenheime

### Bildung
- Städtischer Kindergarten und Kinderkrippe
- Grundschule
- Mittelschule
- Förderschule
- Gymnasium
- Wirtschaftsschule
- Musikschule im Vierstädtedreieck
- Volkshochschule (VHS)

## Söhne und Töchter der Stadt
- Georg Raumer (1610–1691), evangelischer Theologe
- Johann Baptist Loritz (1857–1932), Verwaltungsjurist, Bezirksamtmann und Regierungspräsident von Oberbayern
- Anton Hauptmann (1864–1953), bayerischer Staatsrat
- Ludwig K. Walter (* 1937 in Haag), Theologe und Bibliotheksdirektor
- Werner Ziegler (* 1950), Rektor der Hochschule für Wirtschaft und Umwelt Nürtingen-Geislingen
- Hans-Georg Gradl (* 1973), katholischer Theologe
- Michaela Specht (* 1997), Fußballspielerin